# MK19 gránátvető
Az Mk 19 gránátvető egy amerikai fejlesztésű és gyártású 40 milliméteres automata fegyver, amely géppuskához hasonló módon, nagy tűzgyorsasággal robbanó lövedékeket tüzel. A fegyver 32 vagy 48 hevederbe fűzött 40×53 mm-es gránátot lő ki egy töltéssel. Elméleti tűzgyorsasága 325-375 lövés percenként, ami a gyakorlatban (újratöltés idejét is figyelembe véve) mintegy percenkénti  60 lövést jelent. Az Mk 19-est jelenleg több mint 30 haderő alkalmazza világszerte.
Az állvány nélkül 35 kg tömegű fegyver gyalogosan is szállítható, de manapság többnyire inkább harcjárművek fegyverzetének részeként alkalmazzák. A legtöbb távirányított fegyverrendszer (RCWS), amely képes 12,7 mm-es géppuskákat kezelni, az Mk 19-est is alkalmazni tudja. A fegyver M430A1 High Explosive Dual Purpose (HEDP) gránáttípussal képes 75 milliméternyi homogén acélpáncélt (RHA) átütni és a robbanás 15 méteres sugarán belül harcképtelenné tesz minden ellenséges katonát. A gránátvető hatásos lőtávolság pont célra 1500 méter, terület célra 2000 méter. Az Mk 19-es átlagosan húszezer lövés leadására képes két elakadás, meghibásodás között vagyis megbízható fegyvernek tekinthető.

A fegyverhez több cég is kifejlesztett egy programozható időzítő gyújtós megoldást, amely lehetővé teszi, hogy a gránátok a levegőben, egy előre meghatározott távolságban robbanjanak javítva azok hatásfokát, pusztító erejét. A programozható gránát és a gránátvetőhöz kapcsolt programozó elektronikának köszönhetően fedezék mögötti célok illetve akár drónok megsemmisítése is lehetséges. Ilyen rendszert kínál az Mk 19-eshez például a norvég NAMMO vagy török Aselsan.

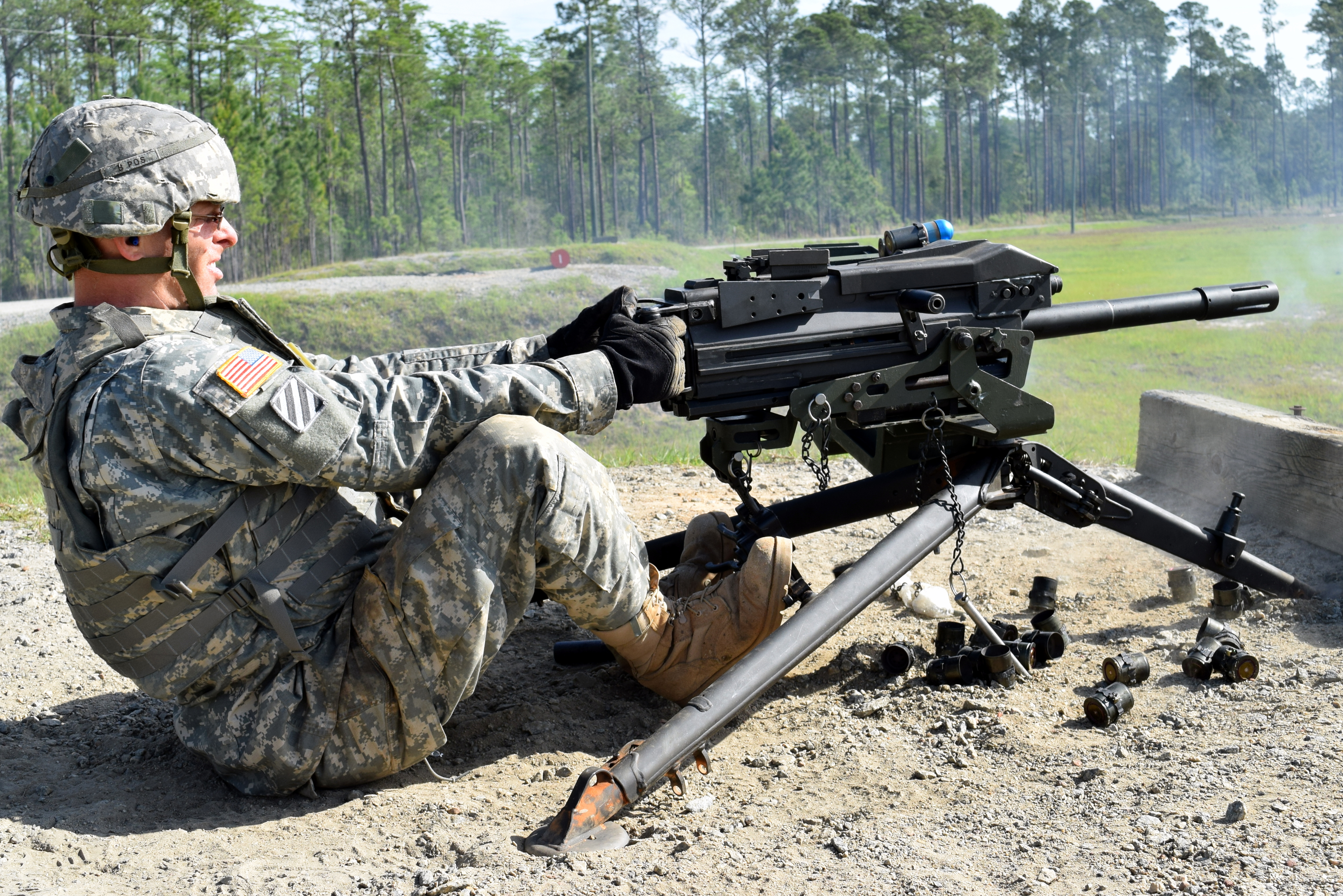
Mk 19 földön...
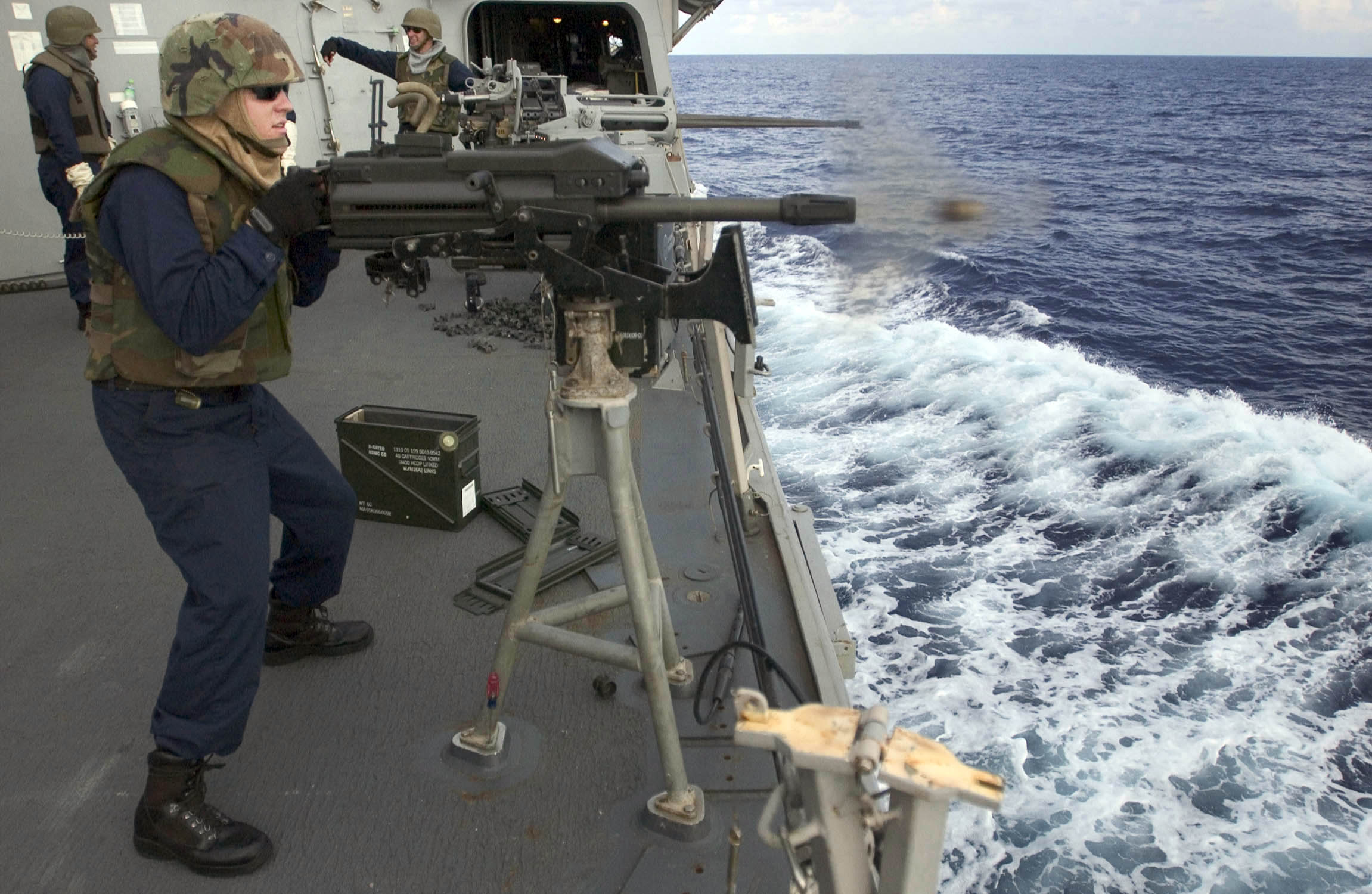
...és vizen.
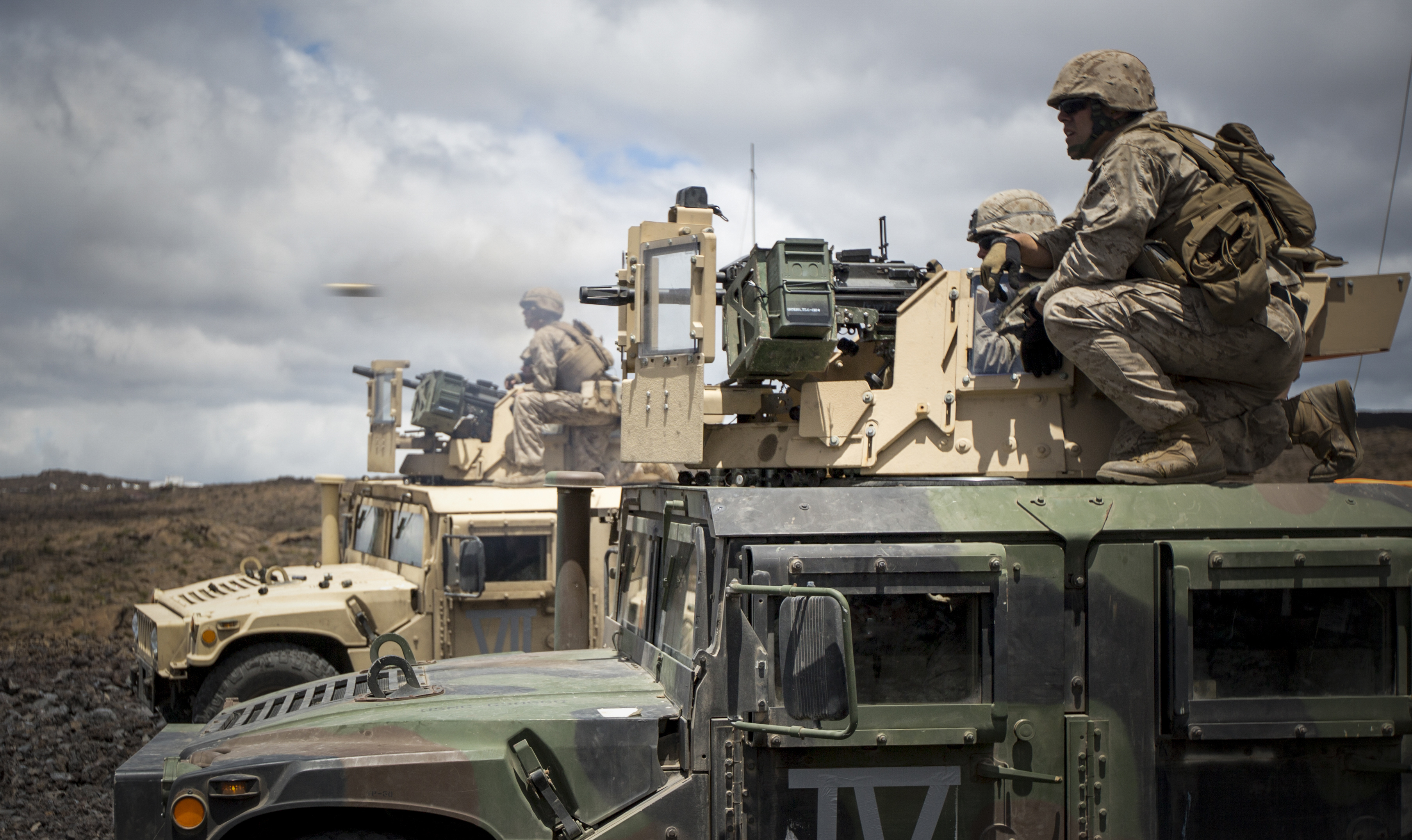
HMMWV fegyverzeteként
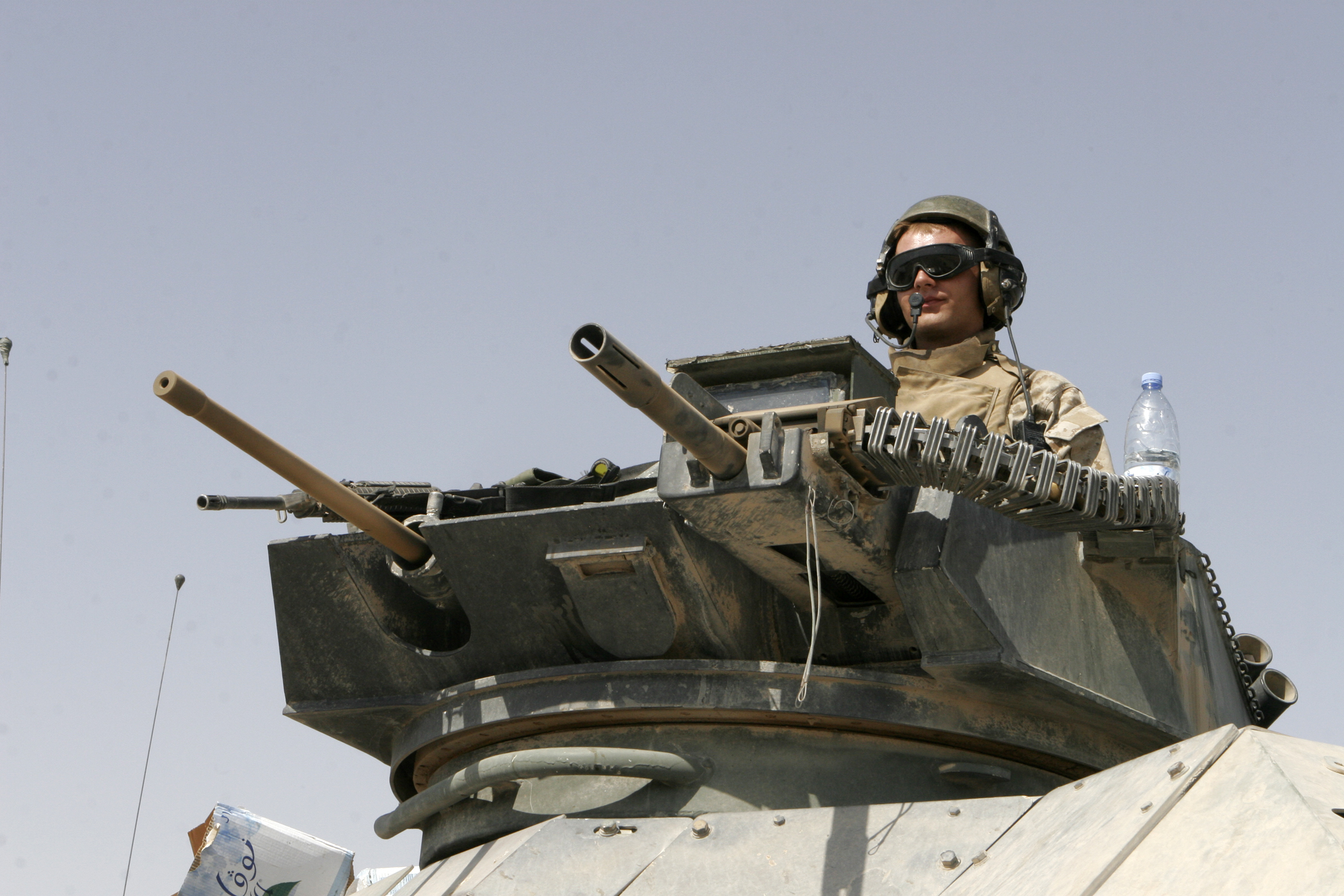
AAVP7A1 kétéltű fegyverzetének is része az Mk 19 gránátvető
CROWS távirányított fegyverrendszer Mk 19-essel